# Fortuna (Pieter Starreveld)
(Vrouwe) Fortuna is een artistiek kunstwerk in Amsterdam-Centrum.
In 1949 maakte beeldhouwer Pieter Starreveld voor de Stoomvaart-Maatschappij Nederland (SMN) het oorlogsmonument Zeeman op de uitkijk, dat werd geplaatst op het Java-eiland. Niet lang daarna maakte hij ter gelegenheid van het tachtigjarig bestaan van de SMN het beeld Fortuna. Gelden werden door het personeel bijeengebracht. Fortuna staat voor geluk en ze stond hier op een windwijzer met schip, een windroos met daaronder een wereldbol. Het geheel werd in 1951 gemonteerd op een toren, die tegelijkertijd werd voorzien van een klok met tekens van de dierenriem en twee (nieuwe) vlaggenstokken.
Zowel de SMN aan de Javakade als het Oostelijk Havengebied, het gebied waar dat in lag, werden later omgebouwd tot woon/werkwijk; het beeld stond in de weg. De Gemeente Amsterdam plaatste het vervolgens op de Oostelijke Handelskade nabij nummer 2; waar een opvang voor dak- en thuislozen gevestigd was. Even later moest het opnieuw verplaatst worden vanwege werkzaamheden voor onder andere de Passenger Terminal Amsterdam. Het kwam te staan in een groenstrookje behorende bij Club Panama in de hoek van de kruising van de kade en de Piet Heinkade (Stadsroute 100). Vermoedelijk al tijdens de eerste verhuizing is de windwijzer verloren gegaan.